# エコパーク阿南
エコパーク阿南（エコパークあなん）は、徳島県阿南市橘町にあるごみ処理施設である。

## 沿革
- 2010年（平成22年）09月21日 - 建設開始
- 2013年（平成25年）11月18日 - 試運転開始[1]
- 2014年（平成26年）4月1日 - 本格稼働開始[2]